# William Courtenay (1er vicomte Courtenay)
Pour les articles homonymes, voir William Courtenay.
William Courtenay, 1er vicomte de Courtenay (11 février 1709 - 16 mai 1762), également de jure 7e comte de Devon, est un pair britannique. 

## Biographie
Il est le fils de William Courtenay (2e baronnet) de Courtenay et 6e comte de Devon, et d'Anne Bertie. Il fait ses études à la Westminster School et obtient un Master of Arts du Magdalen College de l'Université d'Oxford en 1731. Le 10 octobre 1735, il obtient le titre de 3e Baronnet Courtenay et de jure le titre de 7e comte de Devon. Le Magdalen College lui décerne le titre honorifique de docteur en droit civil en 1739. 
Il occupe le poste de député de Honiton comme conservateur entre 1734 et 1741 et de Devon de 1741 à 1762, date à laquelle il est créé 1er vicomte Courtenay de Powderham Castle . 

## Mariage et descendance

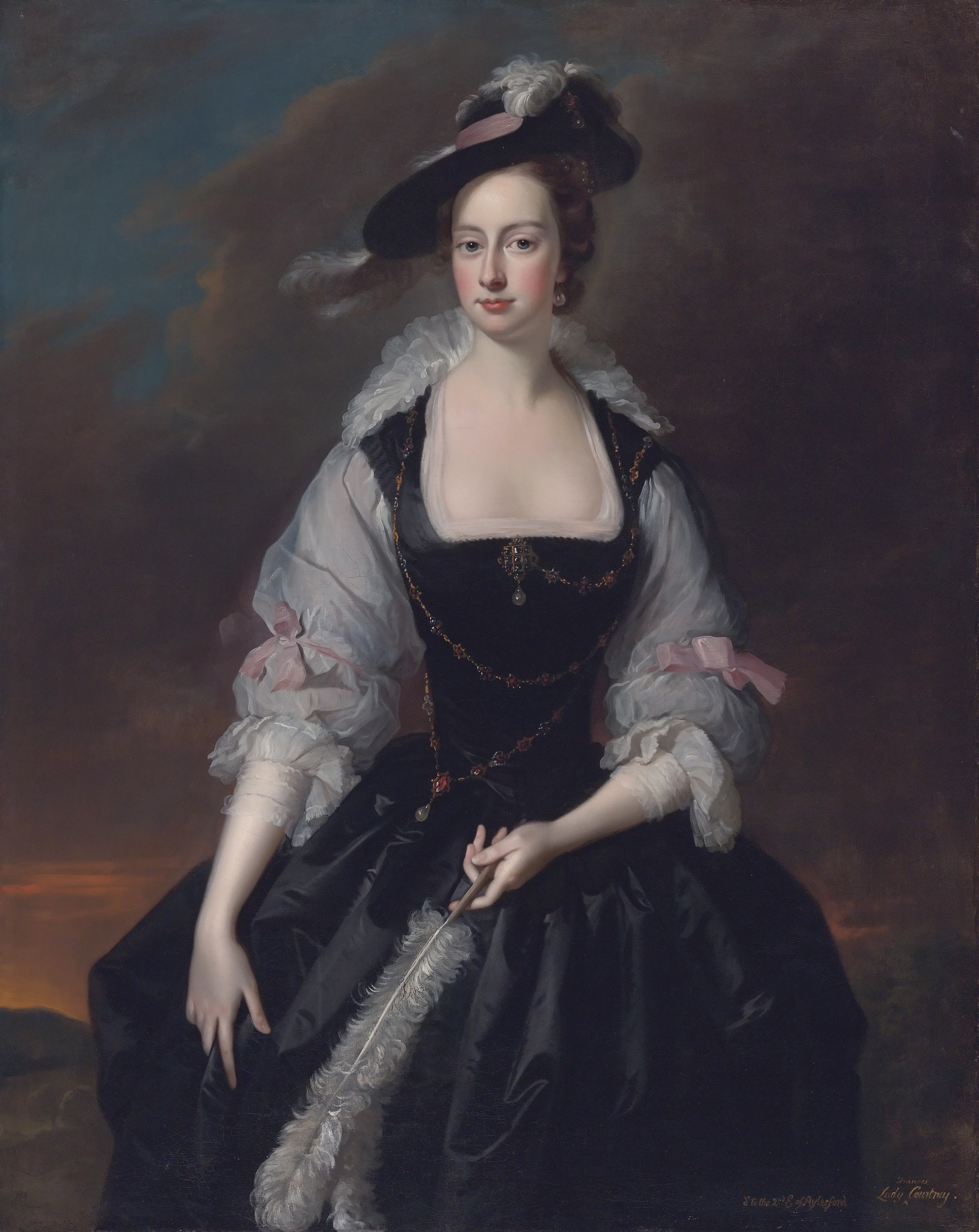
Lady Frances Finch, épouse de William Courtenay, 1er vicomte Courtenay. Dans sa main et son chapeau sont représentés des plumes d'autruche, dont un panache forment la crête héraldique de Courtenay. Portrait de Thomas Hudson

Il épouse le 2 avril 1741 Lady Frances Finch (d.1761), fille de Heneage Finch (2e comte d'Aylesford) et de son épouse Mary Fisher (1690-1740), fille et héritière de Sir Clement Fisher, 3e baronnet (d.1729) de Packington Hall, le Warwickshire. Ils ont les enfants suivants: 
- William Courtenay (2e vicomte Courtenay) (30 octobre 1742 - 14 octobre 1788)
- Charlotte Courtenay (décédée en 1826), mariée à Alexander Wedderburn (1er comte de Rosslyn)[2]
- Frances Courtenay (décédée en 1828), mariée à John Wrottesley (8e baronnet)

Il est inhumé le 31 mai 1762 à Powderham, dans le Devon, en Angleterre . 

## Résidences

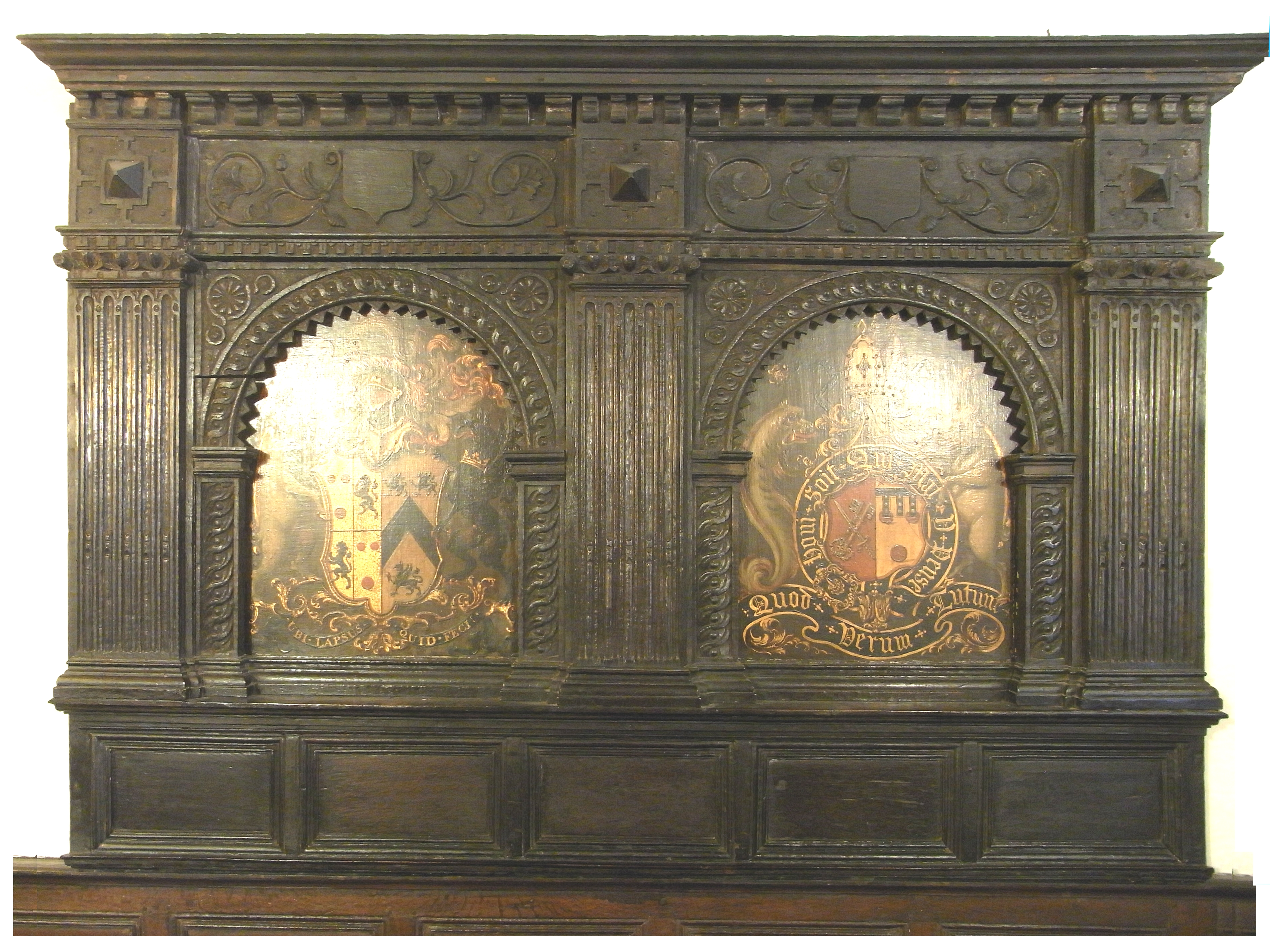
Overmantel dans la maison de ville d'Exeter de Courtenay montrant ses bras empilant Finch, les bras de sa femme

Ses sièges dans le Devon sont Powderham Castle (en), qu'il a grandement réaménagé, et Forde House (en), Wolborough, près de Newton Abbot. Son hôtel particulier à Exeter est le site de l'actuelle institution Devon and Exeter à 7 Cathedral Close, du côté nord de Cathedral Green. C'est à un moment donné, à l'instar de Forde, la demeure du général parlementaire, William Waller, dont la fille, Margaret Waller, est l'épouse de l'arrière-grand-père de Courtenay, Sir William Courtenay, 1er baronnet (déc. 1702). Certaines parties du bâtiment de Waller subsistent à l'arrière et dans la rangée de la guérite donnant sur la clôture. La vieille salle et la cuisine sont démolies en 1813 pour faire place à l’Institution; à leur place, dans l’ancienne cour se trouvent les bibliothèques . Dans une salle arrière, il existe un trumeau en bois sculpté, datant d’ environ 1750, dans lequel se trouvent deux panneaux peints, dont l’un montre les bras du 1er vicomte empalant les bras de Finch, la famille de son épouse. 